# Бородина, Марина Ростиславовна
Марина Ростиславовна Бородина (род. 1951, Ташкент, Узбекская ССР) — узбекский скульптор. Академик Академии художеств Узбекистана.
Одна из наиболее креативных скульпторов Узбекистана, с нестандартным мышлением, оказывающая ключевое влияние на формирование и развитие современной узбекской скульптуры. 

## Биография
Марина Бородина родилась в 1951 году в Ташкенте. С 1969 по 1973 годы училась на скульптурном отделении Республиканского художественного училища им. П. Бенькова в мастерской Л. Рябцева. С 1973 по 1978 годы — на отделении «Монументально-декоративного искусства» Ташкентского театрально-художественного института имени А. Н. Островского. 
С 2005 года по настоящее время Марина Бородина работает преподавателем и заведующей кафедрой «Дизайн архитектурной среды» в Ташкентском архитектурно-строительном институте, имеет учёное звание профессора. С 1992 года является членом Творческого объединения художников Академии художеств Узбекистана. 21 сентября 2017 года была избрана действительным членом Академии художеств Узбекистана.

## Творчество
Марина Бородина является одной из наиболее креативных скульпторов Узбекистана, оказывающих ключевое влияние на формирование и развитие современной узбекской скульптуры. Смело экспериментирует с формой и материалом своих работ, стремится к поиску новых средств для большей выразительности скульптур, в работах использует нестандартные материалы, такие как стальная сетка, акриловое стекло, пластик.
Автор мемориального памятника Турабу Туле, памятников академикам Васиту Вахидову и Садыку Азимову, барельефа Гейдара Алиева.
Другие работы:
- Скульптура «Белый медведь», установленная в парке скульптур у здания Полярной морской геологоразведочной экспедиции в городе Ломоносове (2012)[10].
- Входила в рабочую группу по созданию в Ташкенте первого Экопарка (2012)[11].
- Памятник Якубу Коласу, установленный в одноимённом парке (2018)[12].
- Монумент «Памяти и благодарности Узбекистану за спасение беженцев в 1941—1945», установленный в Парке Победы по инициативе Израиля (2022)[13].